# Pro arte
Pro arte je bio pop rock i R&B sastav iz Sarajeva, osobito popularan u tadašnjoj Jugoslaviji 1970-ih godina.

## Povijest sastava

### Osnivanje sastava
Sastav Pro arte osnovao je 1967. godine klavijaturist i skladatelj Đorđe Novković i on je bio konstanta u tom sastavu kroz koji je prošlo po nekima stotinjak glazbenika. Druga konstanta sastava Pro arte bio je njihov pjevač - Vladimir Savčić Čobi koji je u sastav došao nakon brojnih ranijih pjevača i tek s njim sastav doživljava prve uspjehe. Novković je istovremeno svirao i s Indexima, od 1968. (zamijenio je Kornelija Kovača koji je otišao u Korni grupu) sve do početka 1970. kad ga je zamijenio Ranko Rihtman, a on se vratio u Pro arte.
1969. dolaze u Pro arte trubač Krešimir Vlašić Keco i saksofonist Andrej Stefanović Lale koji unose novi zvuk. "Šlager sezone 69." i odlični snimci u studiju potvrda su kvalitete. Slijede turneje s Mišom Kovačem i Zdenkom Vučković te modne revije. Vodio ih je menadžer Nedo Kapetanović. Poslije uspjeha u Sarajevu i širom BiH "Pro Arte" odlaze u Vrsar gdje doživljavaju fantastičan uspjeh. Trubač Krešimir Vlašić Keco odlazi u vojsku, a "Pro Arte" nastavljaju s uspjesima.[nedostaje izvor]

### Sarajevske godine 1967. – 1974.
Sastav Pro arte skrenuo je na sebe pažnju nastupima na ondašnjim brojnim festivalima;  Zagreb 68 i Vaš šlager sezone 69, kao i na Pop festivalu - svjetskom studentskom skupu u Sofiji 1968. godine. Svoju prvu singl ploču snimili su 1969. godine za zagrebački Jugoton, Takav je život / Liza (producent Esad Arnautalić), potom su izbacili još četiri singl ploče, te 1970. godine svoj prvi album - Pruži mi ruku ljubavi.  Od samog starta o njima je vladalo podvojeno mišljenje, za prave rockere su oni svirali kuruzu (kako se to u žargonu zagrebačkih muzičara govorilo) međutim šira jugoslavenska publika imala je drukčije mišljenje i kupovala njihove ploče u ozbiljnim tiražama (Pro arte su navodno prodali oko osam milijuna ploča). Potom su izbacili dva hita koja se vrte do dana današnjeg; Lola i Tike tike tačke. Grupa Pro arte imala je uspjehe i na festivalima zabavne glazbe poput pobjede u Sarajevu s pjesmom Nemoj draga plakati (1972.)
Početkom 1973. godine došlo je do ujedinjenja sa sastavom Indexi. U to vrijeme Indexi su ponovno ostali bez orguljaša pa su u dogovoru s Đorđem Novkovićem, čiji je sastav Pro arte također bio tad u rasulu, smislili neobično rješenje – spajanje dva sastava. Uz Novkovića, u tom novom sastavu nastupao je i pjevač Vladimir Savčić Čobi pa su djelovali pod imenom Pro arte - Indexi. Na festivalima su birali ime u ovisnosti od toga s kojim pjevačem su nastupali. U toj postavi su otišli na turneju po Bugarskoj i tamo su snimili live album pod imenom Indexi + Pro Arte koji je objavila sofijska diskografska kuća Balkanton. Nakon gotovo godinu dana rada uslijedilo je ponovno razdvajanja sastava na njegove sastavnice; Indexe i Pro arte.

### Zagrebačke godine 1974. – 1980.
Kad se lider sastava Đorđe Novković polovicom 1970-ih definitivno preselio u Zagreb, preselio se i njegov kućni sastav i promijenio članove, sve drugo je u suštini ostalo isto. Pro arte su i nadalje ostali festivalski sastav koji je usput vrijedno snimao u svojoj kući Jugoton. Pobijedili su na Splitskom festivalu 75 s pjesmom Vratija se Barba iz Amerike. Bili su na velikoj turneji po Sovjetskom savezu 1975. godine te održali 120 koncerata. Uz brojne kadrovske izmjene sastav je radio sve do 1980-ih, tad se raspao, a njegovi glavni akteri Đorđe Novković i Vladimir Savčić-Čobi nastavili su svoje individualne karijere. Zvijezde sastava Pro arte umrle su jedan za drugim u relativno kratkom vremenu, Đorđe Novković umro je 6. svibnja 2007. u Zagrebu u 64 godini, a 20. ožujka 2009. u Beogradu umro je od raka debelog crijeva u 61 godini Vladimir Savčić Čobi.

## Diskografija
- 1969. Kuće su ostale prazne'/'Pruži mi ruku ljubavi'Jugoton SY 1605
- 1969. Takav je život / Liza, Jugoton SY1478
- 1970. Plačem (Mama Juanita) / Lola, Jugoton SY 1720
- 1970. Život mi je prazan / Kako da ti srce poklonim, Jugoton SY 1746
- 1971. Tike-tike tačke / Niko, niko, Jugoton SY 1803 F
- 1971. Elena / Sam na svijetu
- 1972. Tko te ljubi dok sam ja na straži / Toplo Ljeto, Jugoton SY 22159
- 1972. Nemoj draga plakati / Strankinja, Jugoton SY 21976
- 1972. Dolina našeg djetinjstva / Ne plači, Mari, Jugoton SY 22160
- 1973. Crvene jabuke / Moj pradjed je pucao iz topa, Jugoton SY 22431
- 1974. Siđi sa oblaka / Anđela ne budi tužna, Jugoton
- 1975. Jedna mala plava / Stavi ruke oko struka mog, Suzy SP 1084
- 1975. Vratija se barba Iz Amerike / Rekla si da zimu ne voliš, Suzy SP1086
- 1976. Šjor Bepo kapitan / Gdje je pjesma koju znaš, Suzy SP 1141
- 1977. Baj, Lili, baj / Kad mi opet dođeš, Jugoton SY 23192
- 1978. Šjora Mande lipo piva / Gospođice Fraulajn, Jugoton SY 29076
- 1978. Janje moje crnog oka / Bicikl poni, Jugoton SY 29090
- 1979. Romantično srce / Znaj da rušiš moje sne

### Albumi
- 1970. Pruži mi ruku, ljubavi, Jugoton LPY-V-S-837
- 1972. Toplo ljeto, Jugoton LPYV S 60946
- 1973. Pro Arte, Jugoton LSY-61065
- 1974. Rekla si da zimu ne voliš
- 1975. Kiseli Bonboni, Jugoton LP 313
- 1977. 10, Jugoton LSY-61357
- 1986. Pola, pola, ZKP RTLJ LD 1376
- 1994. Samo hitovi, Komuna CD 113
- 2002. Takav je život, Croatia records Izvorne snimke 1969. – 1970.

## Vanjske poveznice
- O sastavu Pro arte na portalu Croatia records
- Cijela diskografija sastava Pro arte